# Velenice (okres Nymburk)
Velenice jsou obec v okrese Nymburk ve Středočeském kraji. Leží zhruba jedenáct kilometrů severovýchodně od Poděbrad. Žije zde 208 obyvatel.

## Historie
Na území této obce bylo před 4 000 lety sídliště lidu zvoncových nádob. První písemná zmínka o obci pochází z roku 1305.
Ve vsi Velenice (537 obyvatel) byly v roce 1932 evidovány tyto živnosti a obchody: holič, 3 hostince, kolář, 2 kováři, krejčí, 3 obuvníci, pekař, 10 rolníků, 2 řezníci, sedlář, 2 obchody se smíšeným zbožím, šrotovník, švadlena, trafika, zámečník.

## Obyvatelstvo
| Rok            | 1869 | 1880 | 1890 | 1900 | 1910 | 1921 | 1930 | 1950 | 1961 | 1970 | 1980 | 1991 | 2001 | 2011 | 2021 |
| -------------- | ---- | ---- | ---- | ---- | ---- | ---- | ---- | ---- | ---- | ---- | ---- | ---- | ---- | ---- | ---- |
| Počet obyvatel | 749  | 752  | 722  | 623  | 643  | 620  | 545  | 370  | 318  | 267  | 245  | 244  | 204  | 214  | 198  |
| Počet domů     | 109  | 116  | 116  | 118  | 125  | 128  | 134  | 141  | 109  | 98   | 83   | 119  | 118  | 122  | 123  |

## Obecní správa

### Územněsprávní začlenění
Dějiny územněsprávního začleňování zahrnují období od roku 1850 do současnosti. V chronologickém přehledu je uvedena územně administrativní příslušnost obce v roce, kdy ke změně došlo:
- 1850 země česká, kraj Jičín, politický okres Poděbrady, soudní okres Městec Králové[7]
- 1855 země česká, kraj Jičín, soudní okres Městec Králové
- 1868 země česká, politický okres Poděbrady, soudní okres Městec Králové
- 1939 země česká, Oberlandrat Kolín, politický okres Poděbrady, soudní okres Městec Králové[8]
- 1942 země česká, Oberlandrat Hradec Králové, politický okres Nymburk, soudní okres Městec Králové[9]
- 1945 země česká, správní okres Poděbrady, soudní okres Městec Králové[10]
- 1949 Pražský kraj, okres Poděbrady[11]
- 1960 Středočeský kraj, okres Nymburk
- k 1. lednu 1980 Středočeský kraj, okres Nymburk, obec Činěves[12]
- k 24. listopadu 1990 Středočeský kraj, okres Nymburk[12]
- 2003 Středočeský kraj, okres Nymburk, obec s rozšířenou působností Poděbrady

### Obecní symboly
Znak a vlajka byly obci uděleny rozhodnutím předsedy Poslanecké sněmovny Parlamentu České republiky dne 14. března 2002.

## Doprava
Dopravní síť
- Pozemní komunikace – Územím obce prochází silnice I/32 Libice nad Cidlinou - Jičín.

- Železnice – Železniční trať ani stanice na území obce nejsou.

Veřejná doprava 2025
- Autobusová doprava – V obci stavěly autobusové linky 538 v trase Městec Králové, nám. - Podmoky, ObÚ - Velenice - Číněves, U Kovárny - Dymokury - Křinec, náměstí a 542 v trase Poděbrady, žel. st. - Choťánky, Vystrkov - Senice - Okřínek, prodejna - Vrbice, U Váhy - Velenice - Číněves - Dymokury - Rožďalovice, Ledečky - Křinec, Nové Zámky - Rožďalovice, náměstí

## Pamětihodnosti
- Evangelický toleranční kostel z roku 1785 (Českobratrská církev evangelická)

## Galerie

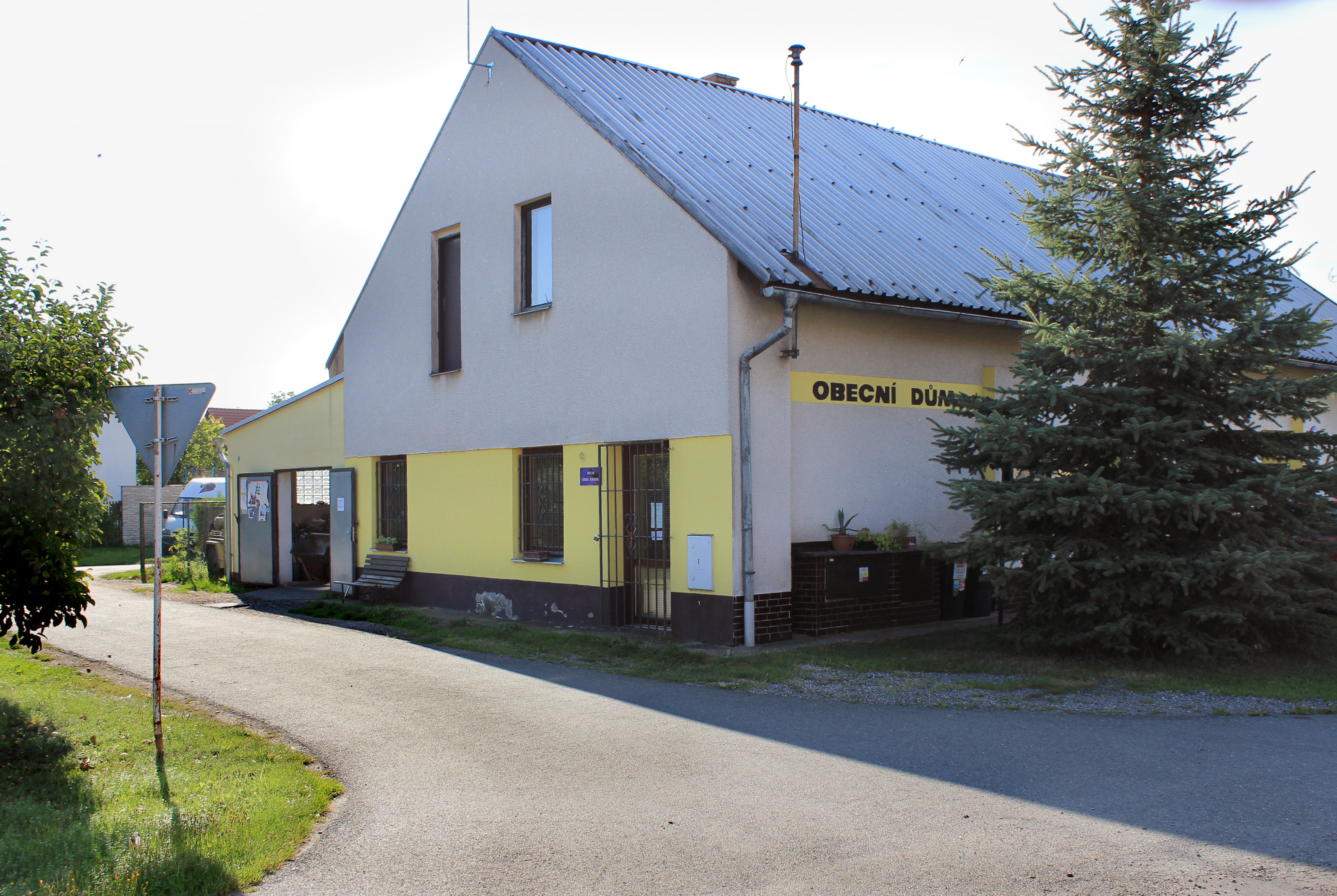
Obecní úřad
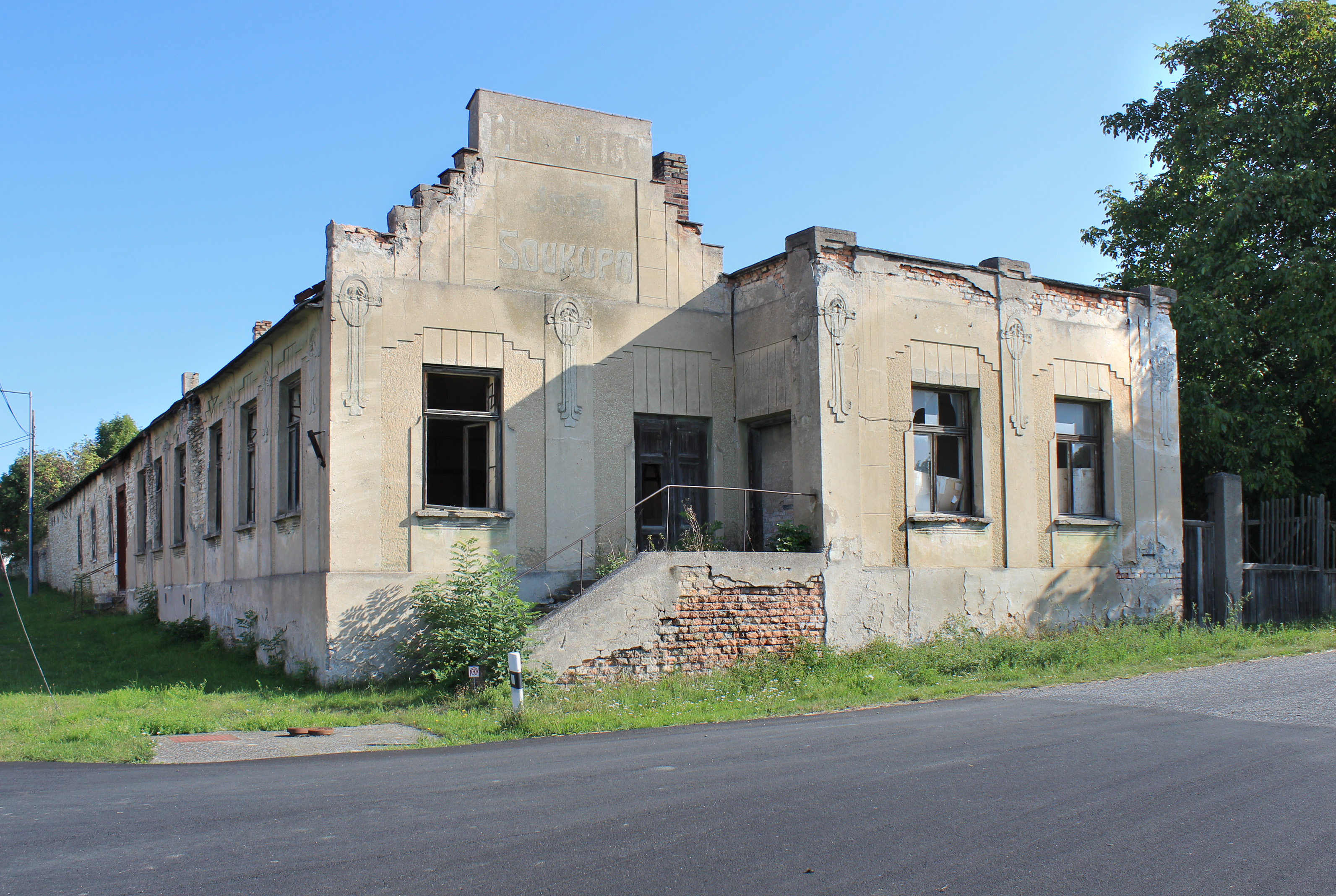
Rozpadající se dům čp. 9
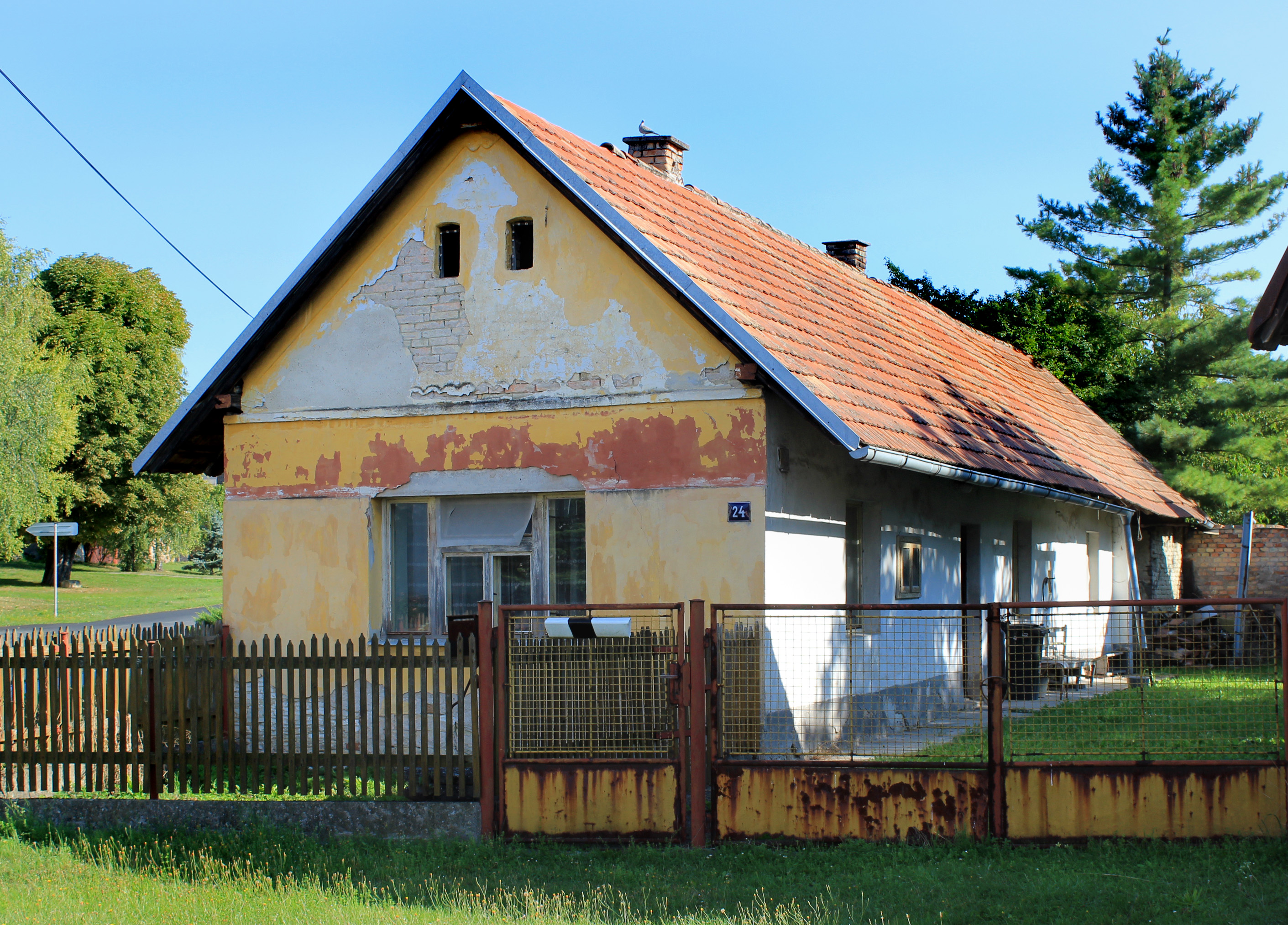
Chalupa u návsi